# Prefectura Chiba
Prefectura Chiba (千葉県 Chiba-ken?) este o prefectură în Japonia. Centrul administrativ al prefecturii este municipiul Chiba.

## Geografie

### Municipii
Prefectura cuprinde 37 localități cu statut de municipiu (市):
| - Abiko - Asahi - Chiba (centrul prefectural) - Chōshi - Funabashi - Futtsu - Ichihara - Ichikawa - Inzai - Isumi | - Kamagaya - Kamogawa - Kashiwa - Katori - Katsuura - Kimitsu - Kisarazu - Matsudo - Minamibōsō - Mobara | - Nagareyama - Narashino - Narita - Noda - Ōamishirasato - Sakura - Sanmu - Shiroi - Sodegaura - Sōsa | - Tateyama - Tomisato - Tōgane - Urayasu - Yachimata - Yachiyo - Yotsukaidō |